# Aristide-Désiré Millard
Aristide-Désiré Millard ou Aristide Millard ou encore abbé Millard (né le 15 juillet 1850 à Somme-Tourbe - mort 10 janvier 1923 à Épernay) est un historien français. Prêtre du diocèse de Châlons-en-Champagne, il s'est particulièrement intéressé à son histoire : Chapelaine-sous-Margerie, Andecy, Sézanne, Somsois, etc.

## Biographie
Fils de Nicolas Victor Millard, cantonnier âgé de 25 ans, et de Marie-Geneviève Ildebrand, 19 ans, Millard se découvre très tôt une vocation religieuse puisqu'il est ordonné prêtre le 27 juin 1875 alors qu'il est déjà professeur au petit séminaire de Saint-Memmie depuis 1874. En 1876, il quitte ses fonctions pour être nommé curé de Somsois puis de Chapelaine-sous-Margerie. En 1884, Millard s'installe dans la cure de Reuves puis de Mondement, de Montgivroux puis de Broussy-le-Petit. Même si Millard change très souvent de cure - il quitte d'ailleurs Broussy-le-Petit en 1890 pour se rendre à Oyes - il s'intéresse de près à l'histoire des paroisses qu'il administre. Il publie dès 1885 une Histoire de Chapelaine-sous-Margerie et une Histoire de Somsois. Si la première est plutôt modeste, la seconde est un ouvrage de près de 250 pages. Devenu historien, il collabore à plusieurs revues dont la Revue de Champagne et de Brie et devient membre de plusieurs associations dont la Société nationale des antiquaires de France. Lors de son ministère à Oyes, il participe à des fouilles archéologiques dans l'ancienne abbaye Saint-Pierre-d'Oyes.
En 1895, Millard est nommé à la cure de Dommartin-Lettrée où il reste jusqu'en 1907, date à laquelle il se retire à son ancien domicile de Saint-Gond. Contraint à l'exode lorsque la Première Guerre mondiale éclate, il ne revient dans sa paroisse qu'après-guerre. En 1922, il entre dans une maison de retraite pour les prêtres à Épernay où il meurt le 10 janvier 1923. G. Lenotre le cite dans le cinquième volume de Vieilles Maisons, Vieux Papiers à propos du Berger d'Étoges.

## Publications
- Histoire de Chapelaine-sous-Margerie,Châlons-sur-Marne : A. Denis , 1885.
- Histoire de Somsois,  Arcis-sur-Aube : L. Frémont , 1885.
- Histoire du Meix-Tiercelin, Arcis-sur-Aube, 1887.
- Histoire de l'Abbaye d'Andecy, Châlons-sur-Marne : F. Thouille , 1890.
- Histoire de Sézanne, Sézanne : A. Patoux , 1897-1901, réédition en fac-similé et en deux tomes par les éditions Le Livre d'histoire, Paris, 2014[5].
- Histoire de Gigny-aux-Bois et de Bussy-aux-Bois, Arcis-sur-Aube, 1898.
- Histoire de Lenharrée, par Théodore-Polycarpe Brisson ; éditée et complétée par l'abbé A. Millard, etc., Châlons-sur-Marne, Martin frères, 1904.
- Le clergé du diocèse de Châlons-sur-Marne, Châlons-sur-Marne : Impr. Martin frères , 1903-1944.

## Travaux inédits
- Histoire du prieuré de Saint-Gond,
- Histoire de Saint-Pierre-en-Oye

Ces deux études sont citées dans les Mémoires de la Société académique d'agriculture, des sciences, arts et belles-lettres du département de l'Aube, 1922. Ces manuscrits envoyés par l'auteur à la Société pour l'obtention du prix Étienne Georges ont été conservés par cette société savante.